# Aeropuerto de Tindouf
El Aeropuerto de Tindouf es un aeropuerto en Tinduf, Argelia (IATA: TIN, OACI: DAOF).

## Vuelos regulares
La única aerolínea que opera en el aeropuerto es Air Algérie. En enero de 2011 opera desde aquí a tres destinos domésticos, siendo estos los siguientes:
| Aerolíneas  | Destinos                 |
| ----------- | ------------------------ |
| Air Algérie | Argel, Constantine, Orán |